# Ипатов, Пётр Петрович
Петр Петрович Ипатов (4 апреля 1901 — 9 августа 1981) — советский ученый. Директор Воронежского зооветинститута, заведующий кафедрой Алма-Атинского зооветинститута, доцент Кировского сельхозинститута, заместитель начальника Главного управления коннозаводства Наркомата совхозов СССР, заведующий кафедрой в Московском институте коневодства, Рязанском СХИ, заместитель начальника Главного управления сельхозвузов Министерства высшего образования СССР, первый ректор ВСХИЗО, ректор Красноярского сельскохозяйственного института, заведующий кафедрой разведения сельскохозяйственных животных и генетики Новосибирского сельскохозяйственного института

## Биография[1]
Петр Петрович родился 4 июня 1901 года в Ярославле в семье железнодорожного служащего. Его отец был машинистом паровоза. В 1920 г. по комсомольской мобилизации он был призван в Красную Армию, где прослужил до 1926 г., пройдя путь от рядового бойца до комиссара полка. В 1930 г. окончил Воронежский зооветеринарный институт и был оставлен в этом учебном заведении для научной работы.
С 1932 по 1942 г. П. П. Ипатов работал директором Воронежского зооветинститута, заведующим кафедрой Алма-Атинского зооветинститута, доцентом Кировского сельхозинститута. Во время войны и в послевоенные годы до 1947 г. Петр Петрович работал заместителем начальника Главного управления коннозаводства Наркомата совхозов СССР. Частые поездки в тыл и прифронтовую полосу, круглосуточная работа в управлении занимали все его время, но даже в этих условиях одержимость ученого брала верх. Всю войну П. П. Ипатов занимался улучшением рысистых пород лошадей.
В последующие годы вся его деятельность связана с высшим сельскохозяйственным образованием страны. Он работал заведующим кафедрой в Московском институте коневодства, Рязанском СХИ, заместителем начальника Главного управления сельхозвузов Министерства высшего образования СССР, директором ВСХИЗО и с 1957 по 1973 г. ректором Красноярского сельскохозяйственного института.
Им опубликовано более 100 научных и методических работ, в том числе несколько монографий по актуальным вопросам животноводства, подготовлено 2 доктора и 20 кандидатов наук. До конца своей жизни он был членом диссертационных советов в СибНИПТИЖе.
За плодотворную научную, педагогическую и общественную деятельность П. П. Ипатов был награждён орденами Ленина и Октябрьской революции, двумя орденами Трудового Красного Знамени и многими медалями.
- 1942 г- кандидат сельско-хозяйственных наук.
- 1949 г.-доцент
- В 1957—1959 годах — директор Красноярского сельскохозяйственного института
- В марте 1959 Защитил докторскую диссертацию на тему: «Объективный метод оценки работоспособности рысаков при ипподромных испытаниях».
- 1960 г-профессор.
- В 1959—1972 годах — ректор Красноярского сельскохозяйственного института[3]

В годы работы ректором были открыты факультеты: ветеринарный, повышения квалификации специалистов сельского хозяйства, общественных профессий, заочное отделение, стала функционировать аспирантура, построено два общежития, создано учебное хозяйство, лаборатории массового анализа, технологии молока и молочных продуктов, организованы отделы по семеноводству, зональная агрохимическая лаборатория.
Умер 9 августа 1981 года. Похоронен на Заельцовском кладбище Новосибирска.

## Общественная деятельность
П. П. Ипатов избирался депутатом Моссовета и Костромского городского Совета депутатов трудящихся, депутатом Верховного Совета РСФСР 5-го созыва, председателем Новосибирского областного совета по коневодству, был участником международных аукционов и конгрессов по коневодству.

## Избранные труды
- Ипатов, П.П, Объективный метод оценки работоспособности рысаков при ипподромных испытаниях: автореф. дис. докт. с.-х. наук/ П. П. Ипатов. М., 1956
- Труды Красноярского сельскохозяйственного института / М-во сел. хоз-ва СССР, Краснояр. с.-х. ин-т; гл. ред. П. П. Ипатов. — Красноярск : [б. и.], 1957
- Ипатов, П. П. \ред.\; Бугаков, П. С. \ред.\; Красноярский автор, но не о Красноярском крае; Министерство сельского хозяйства СССР Красноярский сельскохозяйственный институт
- Ипатов, П. П. Минеральный состав растительных кормов Красноярского края / П. П. Ипатов, Н. А. Токовой, Г. Е. Золотухин.
- Ипатов, П. П. Влияние почвенно-климатических условий Красноярского края на минеральный состав кормов / П. П. Ипатов, Н. А. Токовой, Г. Е. Золотухин.